# VM i håndbold 2007 (mænd)
Verdensmesterskabet i håndbold 2007 for mænd var det 20. (indendørs) VM i håndbold. Slutrunden blev afholdt i Tyskland i perioden 19. januar – 4. februar 2007.
Slutrunden blev den første uden deltagelse af Sverige, der ellers (som det eneste hold) havde deltaget i alle VM-slutrunder indtil da, men som i kvalifikationsturneringen blev slået af Island i den afgørende playoffkamp.
Danmark kvalificerede sig til slutrunden for 17. gang (og tredje gang i træk) ved at vinde bronze ved EM 2006, mens Grønland kvalificerede sig til slutrunden ved at slutte som nr. 3 ved det panamerikanske mesterskab. Det var tredje gang det grønlandske landshold kvalificerede sig til en VM-slutrunde.
Slutrunden blev en succes for værtslandet såvel på det sportslige som på det organisatoriske plan. Tyskland vandt VM for tredje gang nogensinde ved at slå Polen i finalen med 29-24. Bronzemedaljerne gik til Danmark, der vandt 34-27 over europamestrene Frankrig i bronzekampen. Det var det bedste danske resultat ved et håndbold-VM siden 1967.
Afviklingen af slutrunden var en af de bedste nogensinde, og kampene blev en enorm publikumssucces med over 300.000 solgte billetter. Med udsolgt til stort set alle kampe slap man for første gang for det triste syn af næsten tomme haller til mindre betydende kampe – eksempelvis var der 7.500 tilskuere til gruppekampen mellem Grønland og Australien i placeringsrunden om 19. – 24.pladsen!
| VM 2007 | VM 2007  |
| ------- | -------- |
| Guld    | Tyskland |
| Sølv    | Polen    |
| Bronze  | Danmark  |
| 4.      | Frankrig |
| 5.      | Kroatien |
| 6.      | Rusland  |
| 7.      | Spanien  |
| 8.      | Island   |

| VM 2007 | VM 2007   |
| ------- | --------- |
| 9.      | Ungarn    |
| 10.     | Slovenien |
| 11.     | Tunesien  |
| 12.     | Tjekkiet  |
| 13.     | Norge     |
| 14.     | Ukraine   |
| 15.     | Sydkorea  |
| 16.     | Argentina |

| VM 2007 | VM 2007    |
| ------- | ---------- |
| 17.     | Egypten    |
| 18.     | Kuwait     |
| 19.     | Brasilien  |
| 20.     | Marokko    |
| 21.     | Angola     |
| 22.     | Grønland   |
| 23.     | Qatar      |
| 24.     | Australien |

## Slutrunde
Slutrunden blev afviklet efter følgende plan: De 24 hold blev inddelt i seks grupper med fire hold i hver. De to bedste hold fra hver gruppe gik videre til hovedrunden om placeringerne 1-12, hvor der blev spillet i to grupper med seks hold. Holdene, der gik videre fra de indledende grupper A-C, blev samlet i gruppe M I, mens holdene fra grupperne D-F samledes i gruppe M II. De fire bedste hold fra hver af hovedrundegrupperne gik videre til kvartfinalerne, mens nr. 5 spiller om 9.-10.pladsen, og 6'erne spiller om placeringerne 11-12.
Nr. 3 fra hver af de indledende grupper spillede "President's Cup" om placeringerne 13-18. Treerne fra grupperne A-C blev samlet i gruppe I, mens treerne fra grupperne D-F samledes i gruppe II. Vinderne af de to grupper spillede placeringskamp om 13.-14.pladsen, toerne spillede om 15.-16.pladsen, mens treerne spillede om 17.-18.pladsen.
Holdene der sluttede sidst i de indledende grupper spillede om placeringerne 19-24 efter tilsvarende system som for placeringerne 13-18 beskrevet ovenfor.

### Indledende runde
Den 14. juli 2006 blev der i Berlin foretaget lodtrækning til inddelingen af grupper i den indledende runde, og resultatet blev (med holdene anført i seedningsrækkefølge):
| Gruppe A  |
| --------- |
| Tunesien  |
| Slovenien |
| Kuwait    |
| Grønland  |

| Gruppe B   |
| ---------- |
| Frankrig   |
| Island     |
| Ukraine    |
| Australien |

| Gruppe C  |
| --------- |
| Tyskland  |
| Polen     |
| Brasilien |
| Argentina |

| Gruppe D |
| -------- |
| Spanien  |
| Tjekkiet |
| Egypten  |
| Qatar    |

| Gruppe E |
| -------- |
| Danmark  |
| Norge    |
| Ungarn   |
| Angola   |

| Gruppe F |
| -------- |
| Kroatien |
| Rusland  |
| Marokko  |
| Sydkorea |

De to bedste hold fra hver gruppe gik videre til hovedrunden om placeringerne 1-12. Holdene der sluttede som nr. 3 og 4 i de indledende grupper spillede "President's Cup" om de sekundære placeringer. Treerne spillede om placeringerne 13-18, mens firerne spillede om placeringerne 19-24.
| Dato  | Kamp                 | Res.  |
| ----- | -------------------- | ----- |
| 20.1. | Slovenien - Grønland | 35-21 |
| 20.1. | Tunesien - Kuwait    | 34-23 |
| 21.1. | Grønland - Tunesien  | 20-36 |
| 21.1. | Kuwait - Slovenien   | 23-33 |
| 22.1. | Kuwait - Grønland    | 39-27 |
| 22.1. | Tunesien - Slovenien | 27-34 |

| Gruppe A  | Kampe | Mål     | Point |
| --------- | ----- | ------- | ----- |
| Slovenien | 3     | 102-710 | 6     |
| Tunesien  | 3     | 97-77   | 4     |
| Kuwait    | 3     | 85-94   | 2     |
| Grønland  | 3     | 068-110 | 0     |

| Dato  | Kamp                  | Res.  |
| ----- | --------------------- | ----- |
| 20.1. | Island - Australien   | 45-20 |
| 20.1. | Frankrig - Ukraine    | 32-21 |
| 21.1. | Australien - Frankrig | 10-47 |
| 21.1. | Ukraine - Island      | 32-29 |
| 22.1. | Ukraine - Australien  | 37-18 |
| 22.1. | Frankrig - Island     | 24-32 |

| Gruppe B   | Kampe | Mål     | Point |
| ---------- | ----- | ------- | ----- |
| Island     | 3     | 106-760 | 4     |
| Frankrig   | 3     | 103-630 | 4     |
| Ukraine    | 3     | 90-79   | 4     |
| Australien | 3     | 048-129 | 0     |

| Dato  | Kamp                  | Res.  |
| ----- | --------------------- | ----- |
| 19.1. | Tyskland - Brasilien  | 27-22 |
| 20.1. | Polen - Argentina     | 29-15 |
| 21.1. | Brasilien - Polen     | 23-31 |
| 21.1. | Argentina - Tyskland  | 20-32 |
| 22.1. | Tyskland - Polen      | 25-27 |
| 22.1. | Brasilien - Argentina | 20-22 |

| Gruppe C  | Kampe | Mål   | Point |
| --------- | ----- | ----- | ----- |
| Polen     | 3     | 87-63 | 6     |
| Tyskland  | 3     | 84-69 | 4     |
| Argentina | 3     | 57-81 | 2     |
| Brasilien | 3     | 65-80 | 0     |

| Dato  | Kamp               | Res.  |
| ----- | ------------------ | ----- |
| 20.1. | Tjekkiet - Qatar   | 37-22 |
| 20.1. | Spanien - Egypten  | 33-29 |
| 21.1. | Qatar - Spanien    | 18-41 |
| 21.1. | Egypten - Tjekkiet | 30-31 |
| 22.1. | Egypten - Qatar    | 35-24 |
| 22.1. | Spanien - Tjekkiet | 35-29 |

| Gruppe D | Kampe | Mål     | Point |
| -------- | ----- | ------- | ----- |
| Spanien  | 3     | 109-760 | 6     |
| Tjekkiet | 3     | 97-88   | 4     |
| Egypten  | 3     | 94-88   | 2     |
| Qatar    | 3     | 065-113 | 0     |

| Dato  | Kamp             | Res.  |
| ----- | ---------------- | ----- |
| 20.1. | Norge - Angola   | 41-13 |
| 20.1. | Danmark - Ungarn | 29-30 |
| 21.1. | Angola - Danmark | 20-39 |
| 21.1. | Ungarn - Norge   | 25-22 |
| 22.1. | Ungarn - Angola  | 34-31 |
| 22.1. | Danmark - Norge  | 27-25 |

| Gruppe E | Kampe | Mål     | Point |
| -------- | ----- | ------- | ----- |
| Ungarn   | 3     | 89-82   | 6     |
| Danmark  | 3     | 95-75   | 4     |
| Norge    | 3     | 88-65   | 2     |
| Angola   | 3     | 064-114 | 0     |

| Dato  | Kamp                | Res.  |
| ----- | ------------------- | ----- |
| 20.1. | Kroatien - Marokko  | 35-22 |
| 20.1. | Rusland - Sydkorea  | 32-32 |
| 21.1. | Marokko - Rusland   | 19-35 |
| 21.1. | Sydkorea - Kroatien | 23-41 |
| 22.1. | Marokko - Sydkorea  | 19-32 |
| 22.1. | Kroatien - Rusland  | 32-27 |

| Gruppe F | Kampe | Mål     | Point |
| -------- | ----- | ------- | ----- |
| Kroatien | 3     | 108-720 | 6     |
| Rusland  | 3     | 94-83   | 3     |
| Sydkorea | 3     | 87-92   | 3     |
| Marokko  | 3     | 060-102 | 0     |

### Hovedrunde
De to bedste hold fra hver af de indledende grupper A-C blev samlet i gruppe M I, mens holdene fra grupperne D-F samledes i gruppe M II. Resultaterne fra de indbyrdes kampe mellem hold fra samme indledende gruppe blev overført til hovedrunden. De fire bedste hold fra hver af hovedrundegrupperne gik videre til kvartfinalerne, mens nr. 5 og 6 spillede om placeringerne 9-12.
| Dato  | Kamp                 | Res.  |
| ----- | -------------------- | ----- |
| 24.1. | Slovenien - Tyskland | 29-35 |
| 24.1. | Tunesien - Island    | 30-36 |
| 24.1. | Frankrig - Polen     | 31-22 |
| 25.1. | Tunesien - Tyskland  | 28-35 |
| 25.1. | Polen - Island       | 35-33 |
| 25.1. | Frankrig - Slovenien | 33-21 |
| 27.1. | Frankrig - Tyskland  | 26-29 |
| 27.1. | Island - Slovenien   | 32-31 |
| 27.1. | Polen - Tunesien     | 40-31 |
| 28.1. | Tyskland - Island    | 33-28 |
| 28.1. | Slovenien - Polen    | 27-38 |
| 28.1. | Frankrig - Tunesien  | 28-26 |

| Gruppe M I | Kampe | Mål     | Point |
| ---------- | ----- | ------- | ----- |
| Polen      | 5     | 162-147 | 8     |
| Tyskland   | 5     | 157-138 | 8     |
| Island     | 5     | 161-153 | 6     |
| Frankrig   | 5     | 142-128 | 6     |
| Slovenien  | 5     | 140-165 | 2     |
| Tunesien   | 5     | 142-173 | 0     |

| Dato  | Kamp                | Res.  |
| ----- | ------------------- | ----- |
| 24.1. | Tjekkiet - Ungarn   | 25-28 |
| 24.1. | Spanien - Rusland   | 33-29 |
| 24.1. | Danmark - Kroatien  | 26-28 |
| 25.1. | Tjekkiet - Rusland  | 26-30 |
| 25.1. | Kroatien - Ungarn   | 25-18 |
| 25.1. | Danmark - Spanien   | 27-23 |
| 27.1. | Kroatien - Tjekkiet | 31-29 |
| 27.1. | Ungarn - Spanien    | 31-33 |
| 27.1. | Danmark - Rusland   | 26-24 |
| 28.1. | Spanien - Kroatien  | 28-29 |
| 28.1. | Rusland - Ungarn    | 26-25 |
| 28.1. | Danmark - Tjekkiet  | 33-29 |

| Gruppe M II | Kampe | Mål     | Point |
| ----------- | ----- | ------- | ----- |
| Kroatien    | 5     | 145-128 | 10    |
| Danmark     | 5     | 141-134 | 6     |
| Spanien     | 5     | 152-141 | 6     |
| Rusland     | 5     | 136-142 | 4     |
| Ungarn      | 5     | 132-138 | 4     |
| Tjekkiet    | 5     | 138-157 | 0     |

### Slutspil
Kvartfinalisterne blev fundet i hovedrunden, hvorfra de fire bedste i hver gruppe gik videre. De fire tabere i kvartfinalerne gik videre til kampene om 5.- 8.pladsen, mens vinderne spillede om placeringerne 1-4 i semifinalerne, bronzekampen og finalen.
| Dato                                                               | Kamp                | Res.                    | Sted    |
| ------------------------------------------------------------------ | ------------------- | ----------------------- | ------- |
| Kvartfinaler                                                       |                     |                         |         |
| 30.1.                                                              | Spanien - Tyskland  | 25-27                   | Köln    |
| 30.1.                                                              | Kroatien - Frankrig | 18-21                   | Köln    |
| 30.1.                                                              | Polen - Rusland     | 28-27                   | Hamburg |
| 30.1.                                                              | Island - Danmark    | •41-42• 34-34           | Hamburg |
| Semifinaler                                                        |                     |                         |         |
| 1.2.                                                               | Tyskland – Frankrig | ••32-31•• •27-27• 21-21 | Köln    |
| 1.2.                                                               | Polen – Danmark     | ••36-33•• •30-30• 26-26 | Hamburg |
| Bronzekamp                                                         |                     |                         |         |
| 4.2.                                                               | Frankrig – Danmark  | 27-34                   | Köln    |
| Finale                                                             |                     |                         |         |
| 4.2.                                                               | Tyskland – Polen    | 29-24                   | Köln    |
| • Efter forlænget spilletid. •• Efter 2 gange forlænget spilletid. |                     |                         |         |

| Plac. | Hold     |
| ----- | -------- |
| 1.    | Tyskland |
| 2.    | Polen    |
| 3.    | Danmark  |
| 4.    | Frankrig |

#### 5.- 8.pladsen
Deltagerne i kampene om 5.- 8.pladsen var de fire tabende kvartfinalister. Holdene spillede blandt andet om adgang til OL-kvalifikationen, hvortil de syv bedst placerede hold ved VM fik direkte adgang.
| Dato              | Hold               | Res.  | Sted    |
| ----------------- | ------------------ | ----- | ------- |
| Semifinaler       |                    |       |         |
| 1.2.              | Spanien - Kroatien | 27-35 | Köln    |
| 1.2.              | Rusland - Island   | 28-25 | Hamburg |
| Kamp om 7.pladsen |                    |       |         |
| 3.2.              | Spanien - Island   | 40-36 | Köln    |
| Kamp om 5.pladsen |                    |       |         |
| 3.2.              | Kroatien - Rusland | 34-25 | Köln    |

| Plac. | Hold     |
| ----- | -------- |
| 5.    | Kroatien |
| 6.    | Rusland  |
| 7.    | Spanien  |
| 8.    | Island   |

#### 9.- 12.pladsen
De to femmere fra grupperne i hovedrunden spillede om 9.pladsen, mens kampen om 11.pladsen stod mellem de to hold, der sluttede som nr. 6 i hovedrundegrupperne.
| Dato               | Hold                | Res.  | Sted    |
| ------------------ | ------------------- | ----- | ------- |
| Kamp om 11.pladsen |                     |       |         |
| 30.1.              | Tunesien - Tjekkiet | 25-21 | Köln    |
| Kamp om 9.pladsen  |                     |       |         |
| 30.1.              | Slovenien - Ungarn  | 33-34 | Hamburg |

| Plac. | Hold      |
| ----- | --------- |
| 9.    | Ungarn    |
| 10.   | Slovenien |
| 11.   | Tunesien  |
| 12.   | Tjekkiet  |

### President's Cup

#### 13.- 18.pladsen
Holdene, der sluttede på 3.pladserne i de indledende grupper, spillede om 13.- 18.pladsen. De 6 hold blev inddelt i 2 grupper a 3 hold, hvorfra de to gruppevindere gik videre til kampen om 13.pladsen. De to toere spillede om 15.pladsen, mens de to treere spillede om 17.pladsen.
| Dato  | Kamp                | Res.  |
| ----- | ------------------- | ----- |
| 24.1. | Kuwait - Ukraine    | 23-33 |
| 25.1. | Kuwait - Argentina  | 25-28 |
| 27.1. | Ukraine - Argentina | 23-22 |

| Gruppe I  | Kampe | Mål   | Point |
| --------- | ----- | ----- | ----- |
| Ukraine   | 2     | 56-45 | 4     |
| Argentina | 2     | 50-48 | 2     |
| Kuwait    | 2     | 48-61 | 0     |

| Dato  | Kamp               | Res.  |
| ----- | ------------------ | ----- |
| 24.1. | Egypten - Norge    | 18-27 |
| 25.1. | Egypten - Sydkorea | 30-36 |
| 27.1. | Norge - Sydkorea   | 34-32 |

| Gruppe II | Kampe | Mål   | Point |
| --------- | ----- | ----- | ----- |
| Norge     | 2     | 61-50 | 4     |
| Sydkorea  | 2     | 68-64 | 2     |
| Egypten   | 2     | 48-63 | 0     |

| Dato               | Hold                 | Res.  | Sted  |
| ------------------ | -------------------- | ----- | ----- |
| Kamp om 17.pladsen |                      |       |       |
| 28.1.              | Kuwait - Egypten     | 22-26 | Lemgo |
| Kamp om 15.pladsen |                      |       |       |
| 28.1.              | Argentina - Sydkorea | 31-38 | Lemgo |
| Kamp om 13.pladsen |                      |       |       |
| 28.1.              | Ukraine - Norge      | 22-32 | Lemgo |

| Plac. | Hold      |
| ----- | --------- |
| 13.   | Norge     |
| 14.   | Ukraine   |
| 15.   | Sydkorea  |
| 16.   | Argentina |
| 17.   | Egypten   |
| 18.   | Kuwait    |

#### 19.- 24.pladsen
Holdene, der sluttede på 4.pladserne i de indledende grupper, spillede om 19.- 24.pladsen. De 6 hold blev inddelt i 2 grupper a 3 hold, hvorfra de to gruppevindere gik videre til kampen om 19.pladsen. De to toere spillede om 21.pladsen, mens de to treere spillede om 23.pladsen.
| Dato  | Kamp                   | Res.  |
| ----- | ---------------------- | ----- |
| 24.1. | Grønland - Australien  | 34-25 |
| 25.1. | Grønland - Brasilien   | 30-33 |
| 27.1. | Australien - Brasilien | 23-30 |

| Gruppe III | Kampe | Mål   | Point |
| ---------- | ----- | ----- | ----- |
| Brasilien  | 2     | 63-50 | 4     |
| Grønland   | 2     | 64-58 | 2     |
| Australien | 2     | 48-64 | 0     |

| Dato  | Kamp             | Res.  |
| ----- | ---------------- | ----- |
| 24.1. | Qatar - Angola   | 27-33 |
| 25.1. | Qatar - Marokko  | 27-44 |
| 27.1. | Angola - Marokko | 28-32 |

| Gruppe IV | Kampe | Mål   | Point |
| --------- | ----- | ----- | ----- |
| Marokko   | 2     | 76-55 | 4     |
| Angola    | 2     | 61-59 | 2     |
| Qatar     | 2     | 54-77 | 0     |

| Dato               | Hold                | Res.  | Sted     |
| ------------------ | ------------------- | ----- | -------- |
| Kamp om 23.pladsen |                     |       |          |
| 28.1.              | Australien - Qatar  | 22-36 | Dortmund |
| Kamp om 21.pladsen |                     |       |          |
| 28.1.              | Grønland - Angola   | 28-29 | Dortmund |
| Kamp om 19.pladsen |                     |       |          |
| 28.1.              | Brasilien - Marokko | 36-29 | Dortmund |

| Plac. | Hold       |
| ----- | ---------- |
| 19.   | Brasilien  |
| 20.   | Marokko    |
| 21.   | Angola     |
| 22.   | Grønland   |
| 23.   | Qatar      |
| 24.   | Australien |

## Arenaer
Der blev spillet i 12 af Tysklands største og mest moderne sportshaller.
| By        | Hal                 | Kapacitet | Hjemmehold                          | Noter |
| --------- | ------------------- | --------- | ----------------------------------- | --- |
| Köln      | Kölnarena           | 19.250    | VfL Gummersbach                     | Tysklands største multihal. Her blev bl.a. finalen spilles.                                                    |
| Mannheim  | SAP-Arena           | 14.300    | SG Kronau/Östringen                 | Multisportshal med faciliteter for bl.a. håndbold, basketball og ishockey.                                     |
| Hamburg   | Color Line Arena    | 12.500    | HSV Hamburg                         | Her spilles der hvert år Final-Four i den tyske pokalturnering, DHB-pokal.                                     |
| Dortmund  | Westfalenhalle      | 12.000    |                                     | Traditionsrig sportshal, hvori der har været afholdt talrige mesterskaber inden for en lang række sportsgrene. |
| Halle     | Gerry-Weber-Stadion | 11.000    |                                     | Egentlig et tennisstadion med et tag, der kan lukkes på 90 sekunder.                                           |
| Kiel      | Ostseehalle         | 10.250    | THW Kiel                            | Hallen kaldes også "Ostseehölle" og var blevet moderniseret inden for de sidste par år.                        |
| Berlin    | Max-Schmeling-Halle | 10.000    |                                     | Største hal i hovedstaden, opkaldt efter den kendteste tyske bokser.                                           |
| Bremen    | AWD-Dome            | 9.200     |                                     | Den tidligere Stadthalle, en legendarisk hal til 6 dages-løb, er blevet fuldstændig ombygget og udvidet.       |
| Magdeburg | Bördelandhalle      | 8.669     | SC Magdeburg (Magdeburg Gladiators) | Eneste spillested i de nye forbundslande (det tidl. Østtyskland/DDR).                                          |
| Stuttgart | Porsche Arena       | 6.100     |                                     | Nyopført sportsarena, indviet foråret 2006.                                                                    |
| Wetzlar   | Mittelhessen-Arena  | 5.039     | HSG Wetzlar                         | Nybygget arena fra 2004, placeret i en håndboldbegejstret region.                                              |
| Lemgo     | Lipperlandhalle     | 5.000     | TBV Lemgo                           | Den mindste hal ved dette VM. Tilskuernes nærhed til banen giver dog en særlig atmosfære.                      |

## Det danske bronzehold
Det danske bronzehold bestod af følgende spillere:
- 1 – Kasper Hvidt – målmand
- 2 – Claus Møller Jakobsen – playmaker (efter indledende runde)
- 4 – Lasse Boesen – venstre back
- 5 – Per Leegaard – højre back
- 6 – Lars Jørgensen – højre back
- 7 – Jesper Jensen – playmaker
- 8 – Lars Rasmussen – venstre fløj
- 9 – Lars Christiansen – venstre fløj
- 10 – Lars Møller Madsen – venstre back (efter indledende runde)
- 13 – Bo Spellerberg – venstre back (kun indledende runde)
- 14 – Michael V. Knudsen – streg
- 17 – Søren Stryger – højre fløj
- 18 – Anders Oechsler – højre/venstre back
- 19 – Jesper Nøddesbo – streg
- 20 – Peter Henriksen – målmand
- 22 – Kasper Søndergaard – højre back (kun indledende runde)
- 24 – Hans Lindberg – højre fløj

## All Star holdet
Turneringens All Star hold så ud som følger:
- Målmand: Henning Fritz,  Tyskland
- Venstre fløj: Eduard Koksjarov,  Rusland
- Venstre back: Nikola Karabatic,  Frankrig
- Playmaker: Michael Kraus,  Tyskland
- Højre back: Marcin Lijewski,  Polen
- Højre fløj: Mariusz Jurasik,  Polen
- Streg: Michael V. Knudsen,  Danmark

Som mest værdifulde spiller for sit hold blev  Ivano Balic valgt fra Kroatien.